# Cucchiaio (strumento musicale)
I cucchiai (al plurale) sono due cucchiai da tavola che possono essere usati come delle rudimentali percussioni, con un suono e un utilizzo simile alle nacchere. Già nella preistoria vengono utilizzate allo stesso modo le ossa, in particolare le costole di animali, ma la diffusione dei cucchiai avviene in Irlanda in occasione delle leggi del XIX secolo che proibiscono l'uso degli strumenti tradizionali che vengono quindi parzialmente sostituiti con strumenti di fortuna.
I cucchiai si suonano tenendo un cucchiaio fisso tra l'indice e il pollice, l'altro, con la faccia concava rivolta dal lato opposto, è mobile e si tiene tra l'indice e il medio. I cucchiai vengono così sbattuti alternativamente sulla gamba e sul palmo della mano libera.